# Economía de España durante el período de autarquía

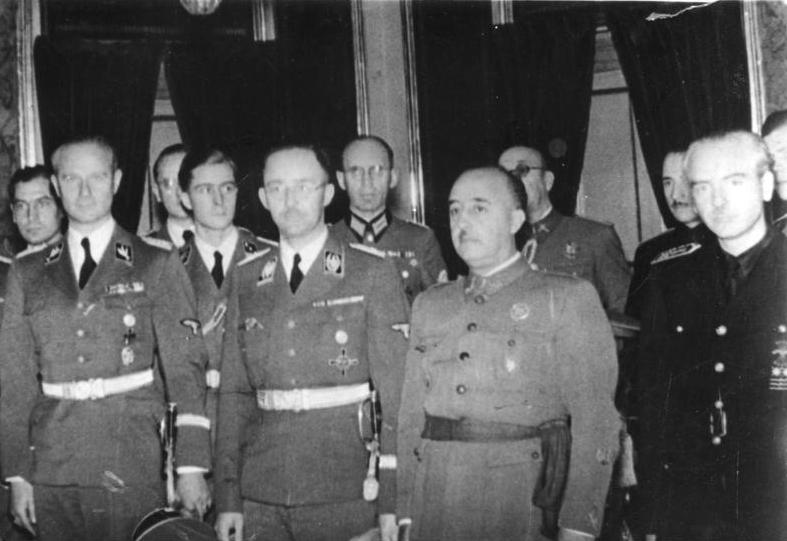
Franco junto al dirigente nazi Heinrich Himmler, durante la visita que el dirigente alemán realizó a Madrid, en 1940. La Alemania nazi junto a la Italia fascista fueron dos de las fuentes de inspiración de la política económica autárquica española, durante los años cuarenta.

La economía de España durante el período de autarquía describe el periodo franquista de crisis económica casi permanente que sufrió España desde el final de la Guerra Civil hasta 1959, caracterizado por una larga y profunda depresión económica, que conllevó un grave deterioro de las condiciones de vida de los ciudadanos, el crecimiento de la miseria, el mercado negro y que supuso el retroceso más grave en los niveles de bienestar de la población en los últimos 200 años de historia. Las directrices de la política económica siguieron unas pautas de carácter autárquico, en un ambiente de aislamiento internacional.
La economía de España durante la era franquista se puede dividir en un primer periodo de autarquía y aislamiento que comprende los años que transcurren desde 1939, en que termina la guerra civil, hasta 1959 cuando se aprueba el plan nacional de Estabilización y que daría inicio al segundo periodo que se extendió desde entonces hasta la muerte de Francisco Franco en 1975. Este segundo periodo estuvo marcado por una mayor apertura comercial al exterior y un fortalecimiento del desarrollo.
Algunos autores cierran esta primera etapa a mediados de 1950 y abren un nuevo período bisagra desde entonces hasta 1959, durante el cual la producción inicia una recuperación y el aislamiento de la economía ya no es tan extremo, aunque continúen los desequilibrios económicos y el fuerte intervencionismo.
La primera etapa autárquica, durante los años 1940, se caracteriza por una gran depresión de la producción, la escasez de todo tipo de bienes y la interrupción del proceso de modernización y crecimiento iniciado en algunos ámbitos durante la Segunda República. En el ámbito internacional destaca el proteccionismo comercial y financiero adoptado por los países europeos durante la guerra mundial y en los primeros años de la posguerra, así como el aislamiento impuesto a España por razones políticas. Estos factores, junto a los daños producidos en la guerra civil, fueron los principales factores determinantes de los efectos negativos producidos en la economía española. Sin embargo, los débiles resultados de este periodo no se explican adecuadamente sin tener en cuenta como elemento fundamental la política económica del gobierno, inspirada en unas aspiraciones autárquicas y un talante intervencionista extremo. En el periodo autárquico se llevaron hasta el extremo algunas tendencias proteccionistas e intervencionistas que se habían ido manifestando en la economía española desde el final del siglo XIX y durante el que las autoridades del gobierno franquista siguieron los planteamientos propuestos en los países totalitarios de Europa (Alemania e Italia) durante los años treinta. Las actuaciones estatales se expresaron en un desplazamiento de la iniciativa privada por las regulaciones públicas, un proceso de inversiones públicas concentradas en la industria financiadas por vías inflacionistas, una rígida reglamentación de las relaciones laborales, la proliferación de controles de precios y una fuerte sobrevaloración del tipo de cambio de la peseta, apoyada en una conjunto de normas de controles cambiarios.

## Antecedentes
Para encuadrar este periodo de la historia económica de España, se debe recordar que desde finales del siglo  XIX se empezó a detectar un reforzamiento progresivo de un modelo de crecimiento e industrialización denominado nacionalista, basado en el proteccionismo de la producción nacional frente al comercio exterior.
Los gobiernos de Cánovas del Castillo supusieron el inicio de un periodo de carácter proteccionista y aislacionista de indiferencia hacia el comercio internacional, que con saltos y altibajos conduciría hasta el final de la guerra civil y que se pone de manifiesto en algunos de los discursos de Canovas: «La economía política tiene que aceptar el concepto de patria y someterse a él. La patria es una asociación de productores y de consumidores con objeto de producir para ella, de consumir dentro de ella».
El denominado «arancel Cánovas», establecido en 1891, supuso la protección del sector cerealista y textil, gravando las importaciones de estos productos con aranceles de entre el 40 % y 46 %. Esta tendencia no fue específicamente española, ya que el proteccionismo empezaba también a triunfar en una gran parte de Europa. Lo peculiar del caso de España fue la intensidad con que se perseguía el ideal de autosuficiencia nacional y la relativa facilidad con que el intervencionismo encajaba en las tradiciones del Estado español.
La política de fomento de la industria nacional tuvo una clara manifestación en la Ley de 1907 de contratos por cuenta del Estado, por la que sólo se debían admitir artículos de producción nacional en los suministros públicos.
El «arancel Cambó» de 1922 fue otro ejemplo de la política proteccionista. También durante la dictadura de Primo de Rivera se propició un nacionalismo económico con planteamientos corporativistas. Por el contrario, el paso de la Monarquía a la República en 1931 supuso la derogación de la legislación industrial anterior y la anulación de la tramitación de expedientes de auxilio incoados al amparo de la normativa corporativista.

## La situación de partida al final de la Guerra Civil

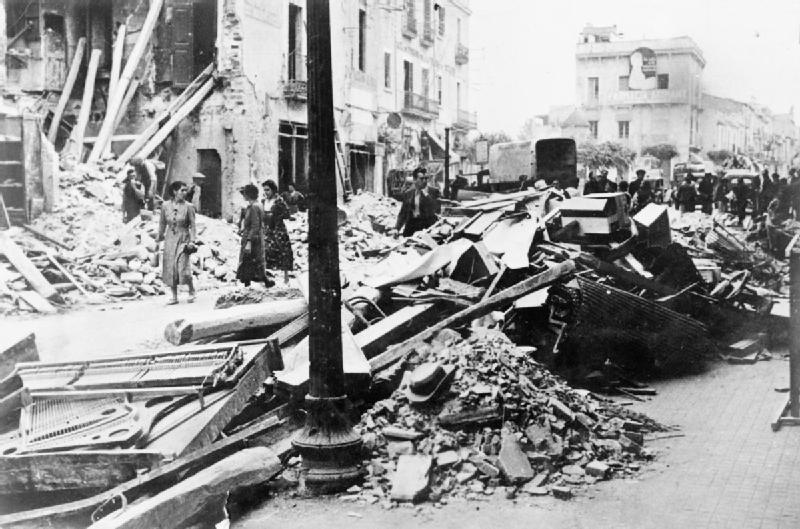
Estado de Granollers después de un bombardeo italiano en 1938. Las infraestructuras sufrieron un grave deterioro durante la guerra civil, de un nivel parecido al experimentado por muchos de los países europeos durante la Segunda Guerra Mundial.

La situación de España al acabar la guerra civil era la de un país azotado por un conflicto bélico de tres años de duración, durante el que se habían sacrificado una gran cantidad de recursos muy valiosos para un país atrasado como España y que se concretó en:
- Graves pérdidas materiales. La producción agrícola cayó en un 20 %, la cabaña equina descendió un 26 % y la bovina un 10 %. La producción industrial bajó un 30 %.
- Agotamiento de las reservas de oro y divisas.
- Deterioro de las infraestructuras, principalmente ferroviarias, aunque inferiores a las sufridas por los países beligerantes en la Segunda Guerra Mundial. Por ejemplo, en España hubo una pérdida del 34 % de locomotoras, mientras que estos porcentajes fueron mayores en Francia (76 %), Italia (50 %) y Grecia (82 %). Igual sucede con la potencia eléctrica instalada que en España bajó el 0.9 %, mientras que en Francia fue el 2.8 %, Italia el 5.4 % y en Grecia el 3.1 %.[4]
- Graves pérdidas humanas. Las pérdidas de población se estima que fueron entre un 1.1 % y 1.5 % de la población, similares a las sufridas por Italia (0.9 %) y Francia (1.4 %) durante la guerra mundial, aunque inferiores a Grecia que perdió el 7 % de la población.[4]

La población activa española sin embargo perdió entre un 2.7 % y un 4 % de la misma, superior a las de Italia (2 %) o Francia (3 %), aunque también muy inferior a la griega (18 %). A los fallecidos durante la guerra hay que sumar los muertos en la posterior represión política, el exilio de unos doscientos mil ciudadanos y el encarcelamiento de otros trescientos mil, bajas que dañaron muy seriamente el capital humano disponible.
A consecuencia del conflicto y de manera inmediata, el nivel de la renta cayó y no se recuperó hasta mediados de los años cincuenta, el consumo se hundió y los productos básicos de primera necesidad quedaron racionados hasta 1952. La vida cotidiana de los españoles estuvo dominada por el hambre, la escasez de fuentes de energía y las enfermedades.
La evolución de la actividad después de la guerra fue bastante desastrosa, pudiendo calificarse el periodo de más allá de una década perdida, alargándose mucho la recuperación de la economía. El crecimiento del PIB durante los años cuarenta fue muy reducido y la renta per cápita no recuperó el valor de 1935 hasta 1953. Este retraso de la economía supuso la ruptura con el proceso de crecimiento pausado pero incesante iniciado en 1840. En el último siglo y medio, España no ha soportado otro periodo de empobrecimiento similar al vivido entre 1936 y 1950 y que agrandó la distancia que separaba la economía de España de la del resto de Europa.
Esta evolución de España contrasta sobremanera con la llevada en el resto de Europa tras la guerra mundial. Comparativamente, en el continente la economía se recuperó mucho más fácil y de manera más rápida y así en 1950 los países participantes en esta guerra, más larga y profunda que la española, habían conseguido superar los niveles máximos de renta per cápita previos al conflicto y a los países que habían permanecido neutrales como Suecia, Portugal y Suiza les había ido mucho mejor y en 1950 habían duplicado su producción industrial. El racionamiento de productos de primera necesidad, que también se produjo en Europa al finalizar la guerra mundial, duró unos tres años mientras que en España se arrastró durante más de doce años.

## Concepción de la autarquía franquista
La autarquía era concebida por las autoridades franquistas no solo como una respuesta a una situación temporal de emergencia, en el mundo de la escasez de la posguerra, sino era más una verdadera política de Estado, concebida como una necesidad patriótica que descansaba en la creencia de que España era un país rico en minerales y otros recursos y que alejaba a España de las deudas exteriores. El gobierno, con el propio Franco a la cabeza tenían ideas propias sobre la situación de la economía española y la manera de alcanzar el desarrollo del país. Franco llegó a afirmar: "La experiencia de nuestra guerra tendrá que influir seriamente en todas las teorías económicas defendidas hasta hace poco como si fueran dogmas".
Según Juan Antonio Suanzes, ministro de Comercio e Industria de la época, primer presidente del INI, y uno de los ideólogos del autarquismo español: "La autarquía es el conjunto de medios, circunstancias y posibilidades que, garantizando a un país por sí mismo su existencia, honor, su libertad de movimiento y por consiguiente, su total independencia política, le permiten su normal y satisfactorio desenvolvimiento y la satisfacción de sus justas necesidades espirituales y materiales".
Para los dirigentes franquistas, la libertad económica había conducido al atraso y al enfrentamiento, por lo que entendían que un país que deseaba ser política y militarmente fuerte, a la cabeza de un imperio, debía contar con una autoridad fuerte que regulara y ordenara esta actividad. El desarrollo tenía que alcanzarse persiguiendo los máximos niveles de autoabastecimiento. Por otra parte se consideraba que lo importante era producir, conseguir los objetivos cuantitativos que se marcaban sin importar a costa de qué ni con qué eficiencia económica.

## Política económica, autarquía e intervencionismo

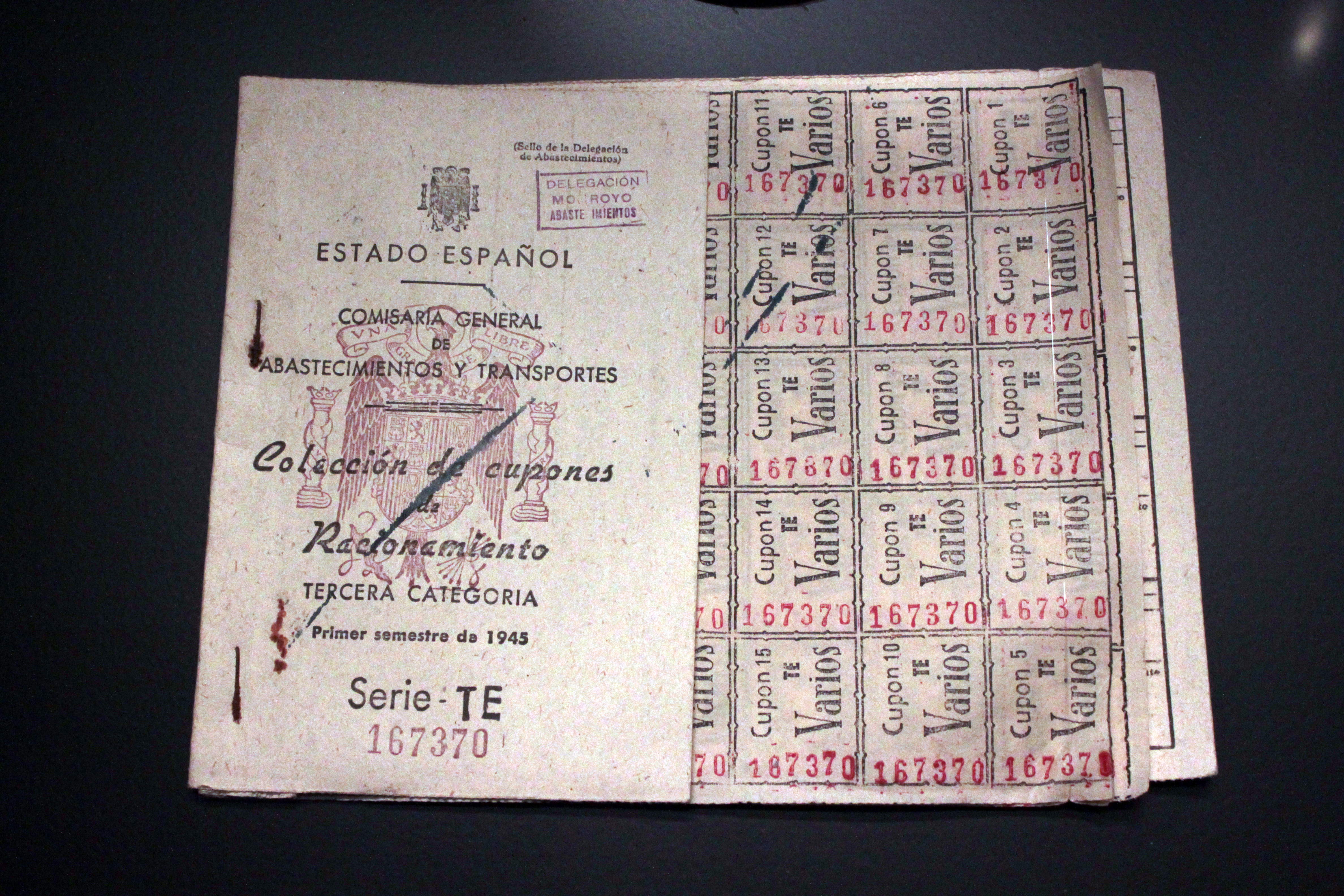
Cartilla de racionamiento española de 1945.

España era al acabar la guerra civil una economía muy dependiente de los aprovisionamientos de productos energéticos, materias primas y bienes de equipo, por lo que se hubiera necesitado una política que garantizase esos suministros exteriores. Por el contrario las medidas adoptadas por los primeros gobiernos de la dictadura de Franco agudizaron aún más estos problemas al impedir la recuperación de la capacidad exportadora que hubiera permitido el volumen de importaciones necesarias para el relanzamiento de la industria.
El intervencionismo impidió la asignación racional de recursos productivos. En el periodo posterior a la guerra civil, la economía estuvo fuertemente intervenida por el Estado: un intervencionismo propio de época de guerra pero que se prolongó hasta los años cincuenta. En 1951 comenzaron unas muy tímidas medidas liberalizadoras de la economía.
Esta intervención se manifestó en dos grandes áreas. En primer lugar se produjo una intensa regulación sobre el control de precios y el racionamiento de los artículos de primera necesidad. Se crearon multitud de organismos reguladores, bajo la que se encontraba una concepción militar del funcionamiento de la economía, en la que los mercados podían ser disciplinados. En segundo pilar del intervencionismo fue la creación de Instituto Nacional de Industria que convirtió al Estado español en empresario.

### La agricultura

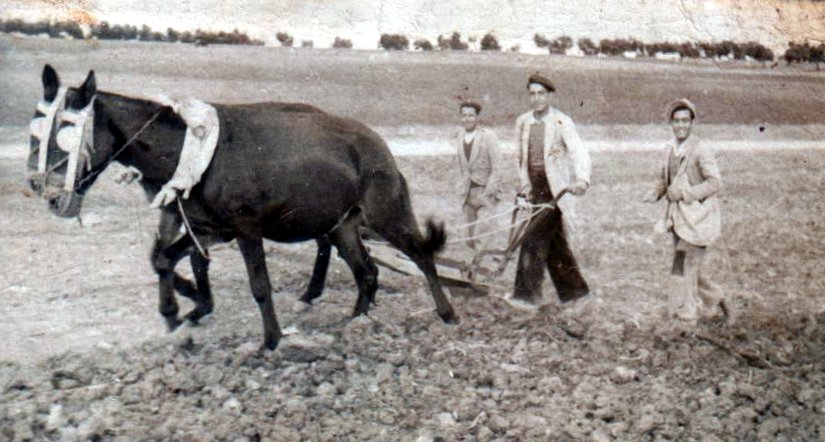
Imagen de arado en 1950 en El Saucejo, provincia de Sevilla. La agricultura española durante los años cuarenta se caracterizó por la baja productividad y la escasa tecnificación.

El sector agrícola tuvo una trayectoria catastrófica durante todos los años cuarenta, con una caída drástica de la producción agraria, la disponibilidad alimenticia y el consumo. Este periodo ha quedado en la memoria colectiva como los años del hambre.
La agricultura fue uno de los sectores en los que la intervención pública funcionó de forma muy completa, en el caso del trigo se realizó a través del Servicio Nacional del Trigo, este servicio en aras de alcanzar la autosuficiencia del país, fijaba las superficies de cultivo, tanto a nivel nacional, regional como local; requisaba el cereal a precios fijos, controlándose por tanto toda la producción, la comercialización y el consumo. Para tratar de asegurar el aprovisionamiento de los productos de primera necesidad y evitar la hambruna se impuso el racionamiento a través de cartillas. Los productores estaban obligados a vender a precio fijo la totalidad de su producción al Estado, que a su vez la vendía a los consumidores a un precio tasado.
El Estado, como único adquirente, adquiría a bajo precio la producción, inferiores a los de equilibrio, provocando un hundimiento de la producción y llevando a los agricultores a cultivar productos no intervenidos y más rentables. Esta respuesta de los agricultores, que provocó la escasez de productos básicos, junto al racionamiento dio lugar a la aparición del mercado negro o estraperlo, ya que se produjo una ocultación de una parte de la producción, que comercializaban los agricultores fuera del mercado oficial con enormes márgenes de ganancia. Todo ello, unido a las malas cosechas y a las pertinaces sequías que se dieron por aquellos años, provocó una gran escasez de cereales. A título de ejemplo, el precio del pan en el mercado negro, en la ciudad de Bilbao, alcanzaba un 800 % del precio oficial en diciembre de 1943, un 686 % en diciembre de 1944 y un 600 % en diciembre de 1945. De análisis económico de la confluencia entre oferta y demanda resulta que la producción oficial más la del mercado negro fuese inferior a la que hubiera resultado de un mercado no intervenido.
En contraste mientras que la población padecía hambre y se le pedía un sacrificio por la autosuficiencia, se exportaban productos agrarios a Alemania en pago por su ayuda en la Guerra Civil. La falta de productos se inició nada más acabar la guerra española y lejos de solucionarse fue a más durante los años cuarenta. Solo los acuerdos con Argentina de 1946 permitieron aliviar en algo la situación. Las políticas expuestas permitieron que durante los años cuarenta se acumulase un volumen de capitales entre los grandes propietarios del sector agrícola que permitió financiar durante los años cincuenta el sector industrial y el desarrollo del propio sector agrícola.
La política de fijación de precios eliminó los incentivos a incrementar la capacidad productiva de las explotaciones. Los historiadores vienen a coincidir que la causa fundamental de esta crisis agraria radicó en el carácter del régimen y su vinculación a las potencias fascistas, con una política económica que buscaba la industrialización y la política de intervención en el propio sector agrícola. Puede considerarse que los más beneficiados durante este periodo fueron los grandes propietarios que pudieron enriquecerse con la comercialización en el mercado negro, lo que llevó a un proceso de acumulación de capital que serviría para financiar en los años cincuenta el desarrollo agrario y del sector industrial.

### La industria y la creación del INI
Los efectos directos de la guerra civil sobre la industria española no fueron excesivos. En 1940 la producción industrial había descendido un 14 % respecto a la de 1935, pero sin embargo destaca que su proceso de normalización fue muy lento y así en 1950 no se había logrado recuperar el nivel de producción de aquel año. El periodo de posguerra supuso un largo paréntesis en el proceso de industrialización de España, que contrasta con la situación vivida en Europa al finalizar la Segunda Guerra Mundial, en la que los países intervinientes sufrieron daños más graves en sus instalaciones industriales pero de la que salieron más rápidamente, por ejemplo Alemania, recuperó su producción prebélica en cuatro años, Francia en seis, Italia en cuatro y Reino Unido en dos. Este retraso se hizo más palpable en los sectores de la industria de consumo, donde por ejemplo la industria alimentaria no recuperó los niveles previos a la guerra hasta los años sesenta. Sin embargo el sector de la industria pesada, tuvo un crecimiento mucho más importante gracias al apoyo estatal. Este fracaso industrial es más llamativo teniendo en cuenta que una de las prioridades marcadas por las autoridades franquistas era lograr la industrialización del país.
La política industrial del gobierno fue fuertemente intervencionista, y en la que destacan las siguientes medidas:
- Sujeción de las inversiones industriales de cualquier clase a un régimen de autorización previa, marcado en el Decreto de 8 de septiembre de 1939. Este decreto exigía autorización del Ministerio de Industria para la instalación, ampliación o traslado de fábricas así como intervención en la concesión de cupos de materias primas.[12]
- (Ley de protección de las industrias de interés nacional de 25-10-1939) Concesión de un conjunto de privilegios y estímulos a las denominadas "industrias de interés de nacional", que suponían una reducción impositiva, facultad de expropiación forzosa a favor de las empresas acogidas, garantía de rendimiento mínimo del 4 % del capital invertido, disminución o exención de derechos de Aduanas y posibilidad de declarar los productos de estas empresas de obligado consumo para la industria nacional.
- Propósito de nacionalizar el sector industrial de la economía, a través del máximo control de la inversión extranjera.
- Creación del Instituto Nacional de Industria con el objeto de propulsar y financiar la creación y "resurgimiento" de las industrias.

### La Hacienda Pública
El intervencionismo estatal en la economía no supuso un incremento del gasto público, concentrándose este en defensa y orden público.
En el primer gobierno de Franco de la posguerra, José Larraz intentó imponer una política fiscal tradicional de equilibrio presupuestario, enfrentándose a los empeños de Franco de emprender grandes planes de obras públicas de "reconstrucción nacional". No obstante, entre 1940 y 1946, el déficit presupuestario alcanzó cifras elevadas por el pago de los atrasos derivados de los gastos incurridos durante la Guerra Civil. Estos déficits se financiaron mediante recursos directos al Banco de España y emisión de deuda pública automáticamente pignorable, medidas ambas que generaron un continuo proceso inflacionista en la década de los cuarenta.
A partir de los años cincuenta se practicó una política fiscal bastante restrictiva con equilibrios presupuestarios entre 1952 y 1957, en los que los ministros Joaquín Benjumea y Francisco Gómez de Llano evitaron los déficits.
En materia de ingresos públicos, se implantó la Contribución de Usos y Consumos y se elevaron las tarifas de casi todos los impuestos. La contribución jugó un papel estelar en la política tributaria del periodo. Sus antecedentes, durante la Segunda República Española, suponían una recaudación media del 8.9 % de los ingresos ordinarios del Estado, que con la entrada en vigor de la contribución de usos y consumos se incrementó hasta alcanzar una media del 24 % de los ingresos, y se convirtió de esta manera, en la figura impositiva más importante de la Hacienda Pública de ese periodo. Destacaba especialmente por su recaudación, el gravamen sobre el lujo, que suponía un 20 % de la recaudación de toda la contribución y un 4.9 % de los ingresos ordinarios públicos durante el primer periodo franquista.

### Política monetaria

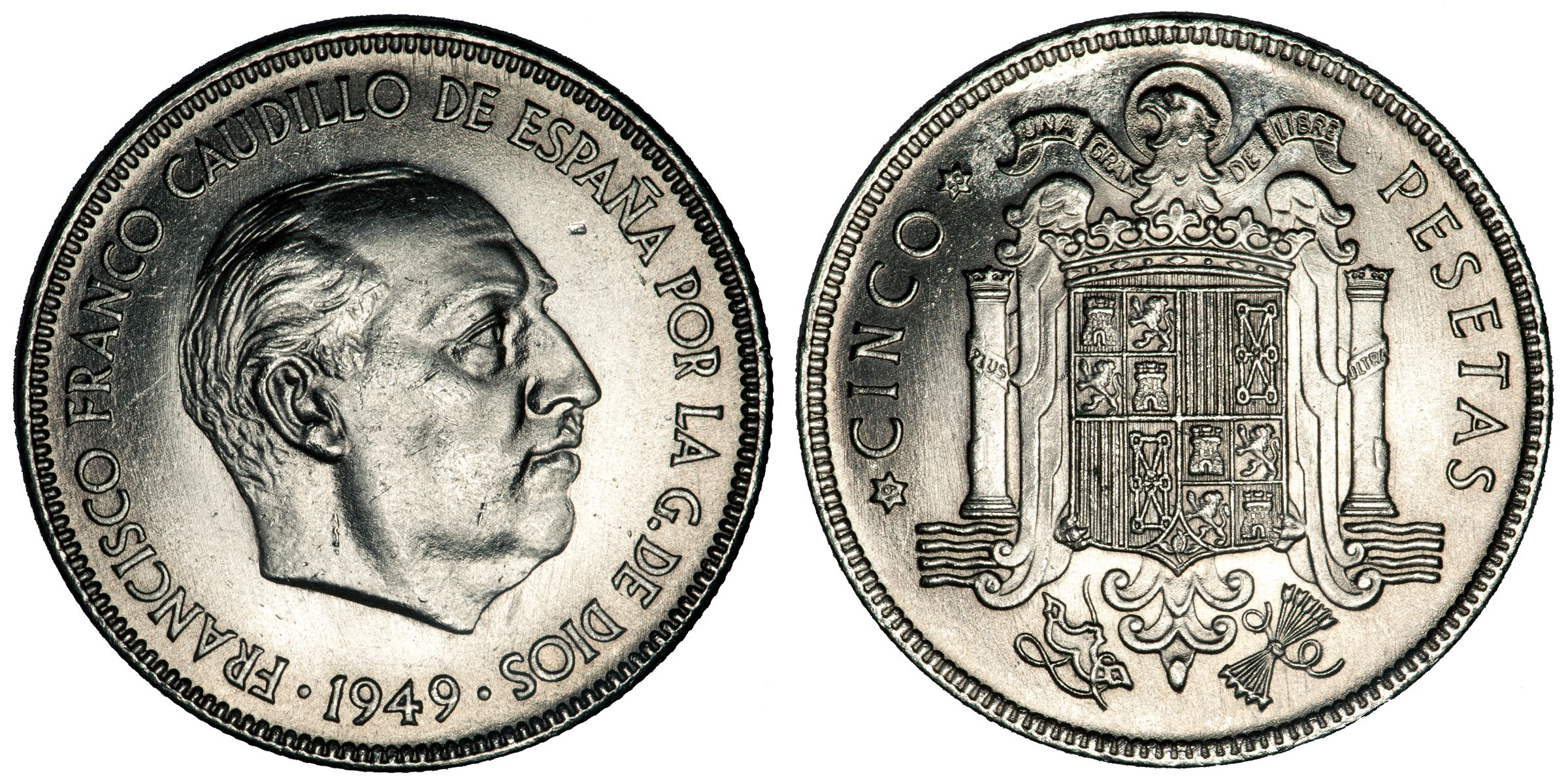
Moneda de cinco pesetas de 1949, con la efigie de Francisco Franco.

La financiación de los déficits públicos de los primeros años cuarenta se realizó mediante emisiones directas al Banco de España y emisión de deuda directamente pignorable, lo que desencadenó un proceso inflacionista durante la década de los cuarenta y la acumulación de deuda pignorable generó una liquidez casi ilimitada al sistema bancario que sentó las bases del crecimiento de los precios en la década de los cincuenta.

### Política exterior
El comercio exterior descendió bruscamente tras la guerra civil. En el año 1941, el volumen de las expediciones comerciales al exterior era menos del treinta por ciento del existente en 1929. Las importaciones durante la década de los cuarenta se mantuvieron alrededor del 45 % de las de 1929. Desde mediados del siglo XIX el peso del comercio exterior no había sido tan bajo en España.
Una de las preocupaciones del ministro de industria, Juan Antonio Suanzes, fue la lucha contra el déficit de la balanza de pagos, reduciendo las importaciones y fomentando las exportaciones, lo que entraba en contradicción con la política de tipo de cambio que preconizaba todo el gobierno franquista con el mismo Franco a la cabeza, que por motivos políticos de orgullo nacional consideraban que la peseta debía mantener un tipo de cambio muy elevado, que equipararon a la libra esterlina, lo que precisamente lastraba las exportaciones y favorecía las importaciones.
En sus deseos de contener las importaciones instauró las licencias de importación que según sus manifestaciones evitaban un caos económico, en este sentido, afirmaba en 1950:
"si perdiendo la cabeza, se dejara en libertad a las importaciones, suspendiendo la aplicación de permisos, sin orden las cesiones de divisas, en una semana, solamente en una semana se produciría una auténtica catástrofe. Nos veríamos inundados de artículos no indispensables... se paralizaría en muy poco tiempo, actividades esenciales de la vida de la nación".
En materia de tipos de cambios, entre 1939 y 1948 se mantuvo un tipo de cambio único y fijo de la peseta, en 1948 se optó por el sistema de cambios múltiples según el tipo de producto que era objeto de comercio con el exterior.

### Política educativa
Durante estos años se contrajo el gasto educativo y junto a la caída del ingreso, provocó la bajada de los niveles de escolarización, así los niveles de escolarización primaria alcanzados durante la Segunda República no se recuperaron hasta veinticinco años después de la contienda.

## El fracaso de la autarquía
El historiador de la economía Carlos Barciela ha señalado que «la primera década franquista, caracterizada como la de la autarquía, cosechó un fracaso sin paliativos en su intento de convertir a España en una potencia imperial y militar». «El nivel de la renta nacional y de la renta per cápita de 1935 no se recuperó hasta entrados los años cincuenta» y «el consumo de la población, incluido el de productos de primera necesidad se hundió de forma dramática, y el hambre se cebó en millones de españoles», aunque «esta mala situación económica no afectó a todos los españoles por igual» ya que mientras que «los salarios reales de los trabajadores experimentaron un descenso notable y generalizado» «los beneficios de los grandes propietarios agrarios, de las empresas y de la banca se incrementaron». «La guerra se prolongó, también, en el ámbito laboral», añade. Barciela concluye que la «evolución de la economía española en los años cuarenta fue catastrófica».

La evolución de la economía española en los años cuarenta fue catastrófica. No hay posible comparación entre la crisis posbélica en los países europeos y la que sufrió España. En nuestro país, la crisis fue más larga y más profunda. El hundimiento de la producción y la escasez se tradujeron en una caída dramática del nivel del consumo de los españoles. Los productos de primera necesidad quedaron sometidos a un riguroso racionamiento y pronto surgió un amplio mercado negro; las cartillas de racionamiento para productos básicos no desaparecieran hasta 1952. El subconsumo, el hambre, la escasez de carbón, el frío en los hogares, los cortes de luz, la carencia de agua corriente y las enfermedades fueron los rasgos que dominaron la vida cotidiana. Lejos quedaban las altisonantes proclamas imperiales y los eslóganes franquistas: "Ni un español sin pan, ni un hogar sin lumbre". A ello hay que unir unas condiciones laborales penosas... Suprimida la libertad sindical y declarado delito de lesa patria la huelga, el nuevo nacionalsindicalismo nació como un instrumento para el sometimiento de los trabajadores. Por el contrario los empresarios mantuvieron cierta autonomía y, de hecho, fueron los patronos los que tomaron el control del aparato sindical y no al revés.

Barciela, siguiendo a Jordi Catalán (La economía española y la Segunda Guerra Mundial, Barcelona, Ed. Ariel, 1995), afirma que «ni los años de la guerra ni la exclusión de España del Plan Marshall pueden explicar la magnitud de la crisis» por lo que hay que «referirse a las propias decisiones políticas y de política económica del régimen». «La defensa de la autarquía suponía una aberración desde el punto de vista económico. Para un país pequeño como España, pretender un desarrollo basado en el mercado interior y en sus propios recursos revelaba una ignorancia palmaria de los más elementales principios económicos… Igualmente absurda resultaba la pretensión de intervenir de manera totalitaria, y hasta en sus más mínimos detalles, en la actividad económica… Todo ello, en definitiva, se tradujo en una pésima asignación de los recursos económicos», concluye Barciela.

## El fin de la autarquía

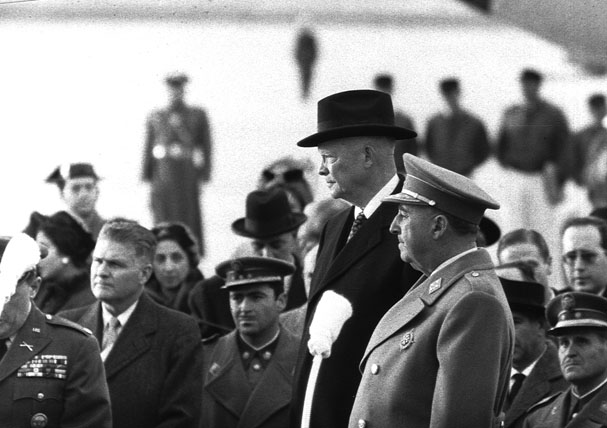
La visita del presidente estadounidense Dwight Eisenhower a España en 1959 es considerada el símbolo del fin del aislamiento internacional del régimen franquista.

Tradicionalmente se ha establecido el Plan de Estabilización de 1959 como punto final de la autarquía, aunque su fin no fue brusco. La apertura de la economía española fue un proceso continuo que tuvo sus antecedentes ya en la década de 1950, especialmente a partir de 1957 con la formación de un gobierno formado por los llamados tecnócratas y en el que el plan de estabilización supuso un giro a la política económica reinante durante los veinte años anteriores. No obstante durante la época de desarrollo de los años sesenta y también en la década de los setenta se mantuvieron muchos elementos de carácter proteccionista e intervencionista en la economía española, que no terminaron de desaparecer hasta la integración de España en la Comunidad Europea en 1986 y el ingreso en la Unión Monetaria en 1998.
Durante la década de los años cuarenta, los Estados Unidos y la Unión Soviética que habían sido aliados en la Segunda Guerra Mundial, alejaron rápidamente sus posiciones hasta un claro enfrentamiento. Una parte fundamental de la Guerra Fría fue la extensión y afianzamiento de la influencia soviética en el Este de Europa y la contención por parte de Estados Unidos y sus aliados en el resto del continente. En 1953, España firmó con Estados Unidos, los Acuerdos de Defensa Mutua y Ayuda Económica que comprendían la apertura de bases militares norteamericanas en el país a cambio de ayuda financiera ("ayuda americana"), cuya cuantía hasta 1963 se fijó en 1523 millones de dólares, cuantitativamente bastante inferior a la recibida en el resto de Europa en el denominado Plan Marshall y a la vez bastante supeditada a fuertes contrapartidas económicas y comerciales. Este acuerdo supuso por una parte la entrada de divisas en un país muy necesitado de recursos externos y por otra parte el incremento de la capacidad financiera del proceso industrializador que se reflejó en la mejora de las expectativas empresariales y en el notable crecimiento de la inversión durante la década de los cincuenta.
En esta década, mejoró la situación con crecimiento de la producción, sin embargo se comienzan a poner de manifiesto graves desquilibrios en la balanza de pagos y en las relaciones comerciales y de las finanzas públicas que terminaron por estrangular el proceso de mejora económica vivido durante los años cincuenta y que darían pie al nacimiento del plan de Estabilización en 1959.
El fracaso del modelo autárquico llevó a un giro en la política económica. Se liberalizaron parcialmente los precios, el comercio y el tránsito de bienes. En 1952 acabó el racionamiento de alimentos. Estas medidas mejoraron la economía pero hasta 1954 no se superó la renta por habitante de 1935.